# 마무 (백제)
마무(馬武, ?~?)는 백제의 관리이다.

## 생애
544년, 시덕 관등인 그는 같은 관등인 고분옥(高分屋), 사나노차주(斯那奴次酒) 등과 함께 가야에 사신으로 파견되어 가야의 재건과 대왜관계에 대한 백제 성왕의 뜻을 전했다.
이후에는 나솔이 되었으며, 550년 왜왕은 사신을 보내 그를 백제의 왕이 가장 신뢰할 수 있는 신하라고 극찬하고 그를 대사(大使)로 삼아 파견해주기를 요청했다.